# Au Cap
Au Cap è uno dei 26 distretti delle Seychelles, appartenente all'isola di Mahé.